# 帕赛维拉日
帕赛维拉日（法語：Passais Villages，法語發音：[pasɛ vilaʒ]）是法国奥恩省的一个市镇，位于该省西南部，属于阿朗松区。

## 地名
该地名“帕赛维拉日”（Passais Villages）由两部分组成：“帕赛”（Passais），该市镇的前身及主体；“维拉日”（Villages），法语意为“村庄”，这里为复数形式，指多个村庄的集合。

## 历史
帕赛维拉日成立于2016年1月1日，由以下三个市镇合并而成：
- 莱皮奈勒孔特（L'Épinay-le-Comte）
- 帕赛
- 圣西梅翁（Saint-Siméon）

其中帕赛为政府驻地。

## 地理
帕赛维拉日（48°31'7"N, 0°45'27"W）面积42.36 平方千米，位于法国诺曼底大区奧恩省，该省份为法国西北部内陆省份，北起顺时针与卡爾瓦多斯省、厄尔省、厄尔-卢瓦省、萨尔特省、马耶讷省和芒什省接壤。
与帕赛维拉日接壤的市镇（或旧市镇、城区）包括：芒蒂伊、圣弗兰博、圣马尔代格雷讷、代塞尔蒂讷、圣欧班福斯卢万、库埃姆-沃塞、戈龙、莱布瓦。
帕赛维拉日的时区为UTC+01:00、UTC+02:00（夏令时）。

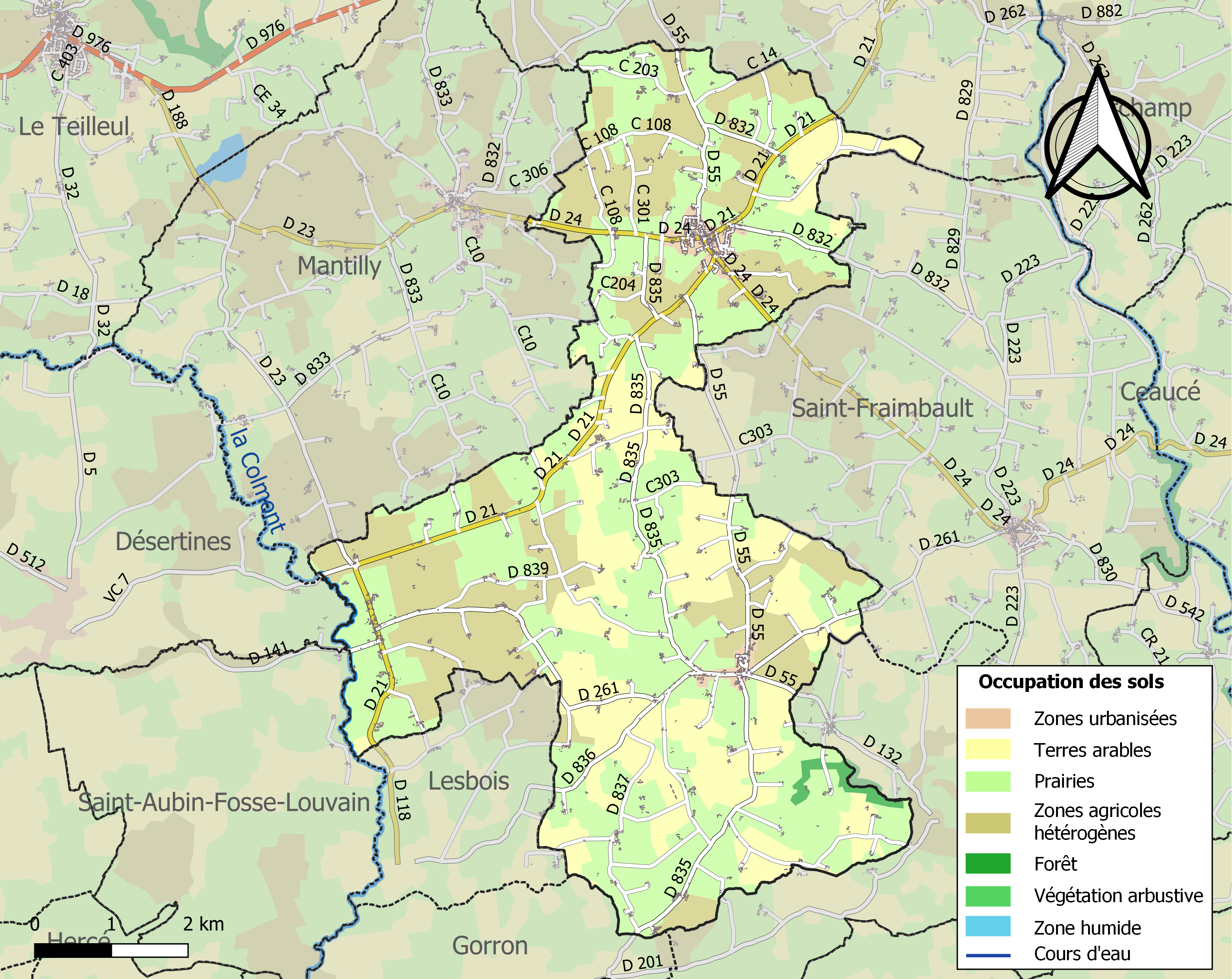
帕赛维拉日的OSM定位图

## 行政
帕赛维拉日的邮政编码为61350，INSEE市镇编码为61324。

## 政治
帕赛维拉日所属的省级选区为奥恩诺曼底地区巴尼奥勒县。

## 人口
帕赛维拉日于2022年1月1日时的人口数量为1159人。